# Protoncideres primus
Protoncideres primus är en skalbaggsart som beskrevs av Henry Frederick Wickham 1913. Protoncideres primus ingår i släktet Protoncideres och familjen långhorningar. Inga underarter finns listade i Catalogue of Life.